# Vanessa Lachey

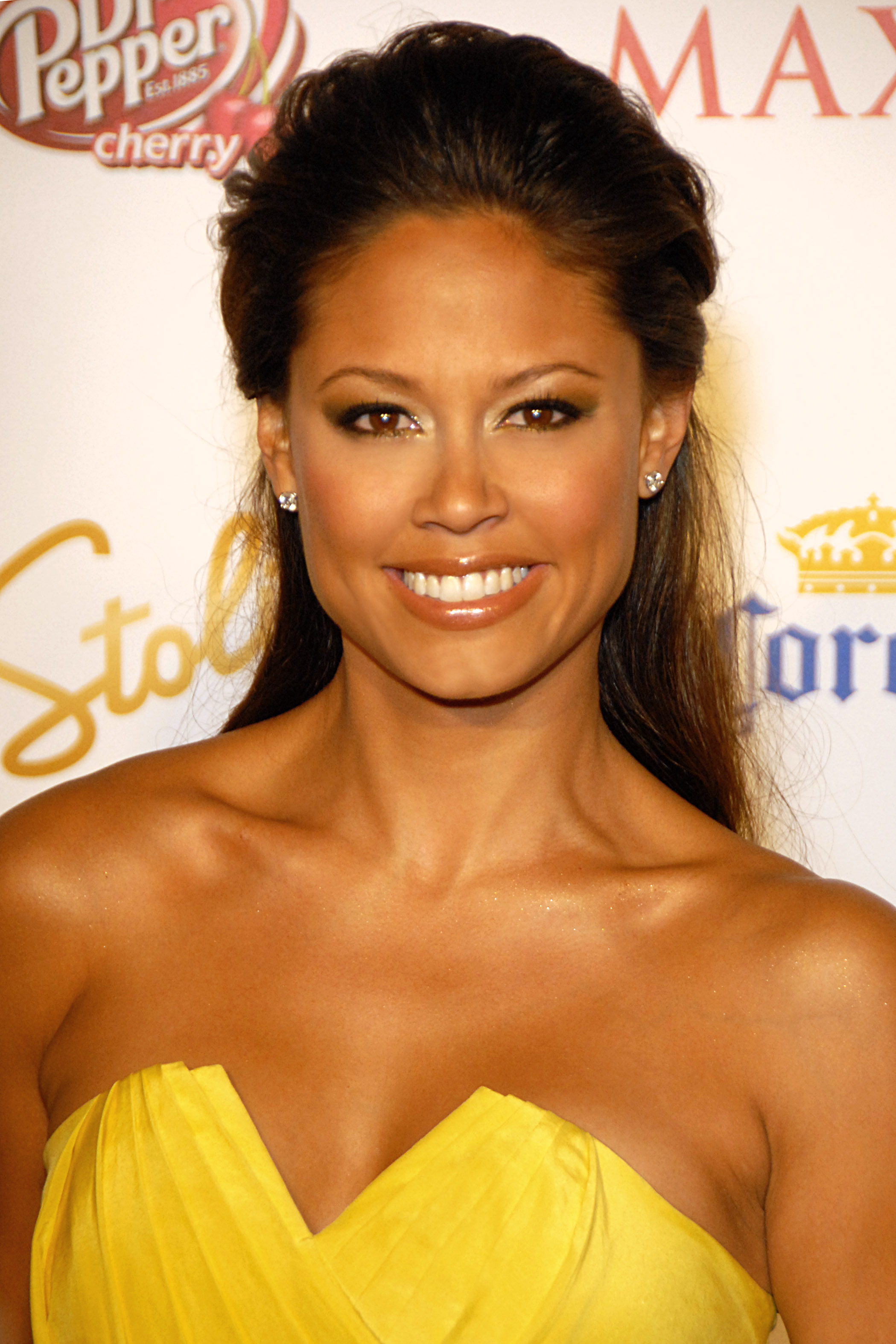
Vanessa Lachey

Vanessa Joy Lachey (geb. Minnillo; * 9. November 1980 in Angeles City, Pampanga, Philippinen) ist eine US-amerikanische Fernsehmoderatorin und Schauspielerin. In Amerika wurde sie durch die Moderation von Total Request Live (2003–2007) auf MTV bekannt.

## Biographie
Vanessa Joy Minnillo wurde 1980 auf den Philippinen geboren. Ihr Vater ist Amerikaner italienisch-irischer Abstammung, ihre Mutter ist Filipina. Während ihrer Kindheit musste Minnillo oft umziehen, da ihr Vater für die United States Air Force arbeitete. Sie lebte zeitweise in Washington, Kalifornien, Nevada, Florida, Deutschland und Japan. Ihre Eltern ließen sich 1986 scheiden. Minnillo hat einen Bruder.
In ihrer Jugend war Minnillo „Miss South Carolina Teen USA“ und wurde im Jahr 1998 zur „Miss Teen USA“ gewählt. Später moderierte sie die Wahlen zur „Miss Teen USA 2004“ und „Miss Universe 2007“. Im Jahr 2006 wurde sie für ihre Moderation von Total Request Live für einen Teen Choice Award nominiert. Im Jahr 2006 spielte sie im Musikvideo zu What’s Left of Me von Nick Lachey mit. Zurzeit ist sie Korrespondentin für Entertainment Tonight und moderiert zusammen mit ihrem Mann Nick Lachey die Netflix Originals Love is Blind und The Ultimatum. Von 2022 bis 2024 spielte sie die Hauptrolle in Navy CIS: Hawaiʻi.
Mit dem Sänger Nick Lachey ist sie seit 2006 liiert. Im November 2010 gaben sie ihre Verlobung bekannt. Im Juli 2011 heirateten sie auf der Privatinsel Necker Island in der Karibik, die dem britischen Milliardär Richard Branson gehört.

## Filmografie

### Kinofilme
- 2007: Fantastic Four: Rise of the Silver Surfer
- 2008: Disaster Movie

### Fernsehfilme
- 2003: The Break
- 2010: This Little Piggy
- 2018: A Twist of Christmas
- 2019: Christmas Unleashed
- 2020: Once Upon a Main Street

### Fernsehserien
- 2001: Reich und Schön (The Bold and the Beautiful, 8 Folgen)
- 2001: City Guys (Folge 5x06)
- 2001: That’s Life (Folge 2x09)
- 2002: Maybe It’s Me (Folge 1x22)
- 2008: How I Met Your Mother (Folge 3x12)
- 2009: CSI: NY (Folge 6x11)
- 2010: Psych (Folge 5x05)
- 2011: 30 Rock (Folge 5x13)
- 2011: Hawaii Five-0 (Folge 1x17)
- 2013–2014: Dads (19 Folgen)
- 2015: Truth Be Told (10 Folgen)
- 2019: American Housewife (Folge 3x17)
- 2019: BH90210 (4 Folgen)
- seit 2020: Love is blind auf Netflix zusammen mit Nick Lachey
- 2021: Call Me Kat (4 Folgen)
- 2022–2024: Navy CIS: Hawaiʻi (NCIS: Hawaiʻi) (54 Folgen)
- 2022–2024: Navy CIS (NCIS, Folgen 19x17, 20x01, 20x10 und 21x07)
- 2023: Navy CIS: L.A. (NCIS: Los Angeles, Folge 14x10)